# 佟景伟
佟景伟（1933年—），男，天津人，中国实验力学专家，曾任天津大学教授、博士生导师，中国力学学会理事。